# Ménologe
Ne doit pas être confondu avec Menologium rusticum.

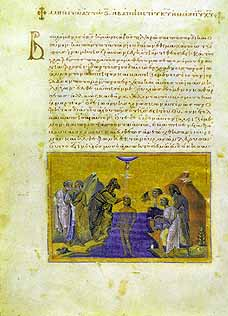
Page du ménologe de l'empereur Basile II représentant le baptême du Christ (vers 1090). Bibliothèque Vaticane.

Un ménologe (du grec ancien : μηνολόγιον, mênologion, de μήν, « mois » et λόγος, « discours » : « ensemble des discours d'un mois ») est une collection de textes hagiographiques (principalement Vies de saints et Passions de martyrs) ou héortologiques qui suit l'ordre du calendrier et couvre soit un seul mois (d'où son nom), soit plusieurs mois, soit une année entière. Les ménologes trouvent leur origine dans les Églises d'Orient — Églises orthodoxes et Églises catholiques de rite byzantin. Le premier ménologe oriental contenait les fêtes fixes relatives à Jésus-Christ, auxquelles s'ajoutèrent au fil des siècles les fêtes de la Vierge Marie et les fêtes des saints. L'ouvrage équivalent dans l'Église catholique romaine s'appelle un légendier. On appelle  aussi ménologe une icône-calendrier.

## À l'origine: le Grand Ménologe oriental

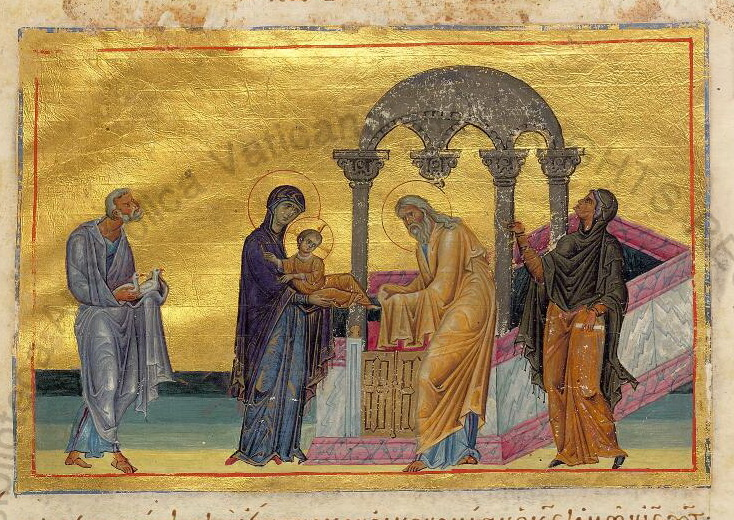
La Présentation au Temple du ménologe de Basile II

On tient généralement Syméon Métaphraste, haut serviteur à la cour de Constantinople dans la seconde moitié du Xe siècle, pour l'auteur du Grand Ménologe, premier ouvrage de ce genre : à la demande de l'empereur, il rassemble des Vies de saints et biographies éparses pour les récrire (les métaphraser, d'où son surnom) dans un langage adapté au goût du temps. Il cherche à édifier le lecteur ou l'auditeur tout en le charmant par un style agréable. Son œuvre monumentale en dix volumes est organisée selon le calendrier des fêtes et des saints.
Le ménologe eut, en Orient, un usage essentiellement liturgique : on lisait à chaque office le texte consacré au saint du jour. L'ouvrage, largement répandu, demeura en usage durant plusieurs siècles, surtout dans les Églises grecques.

## Évolution en Occident
En Occident, on parle plutôt de martyrologe pour désigner ce genre de recueil. À l'origine, chaque église, chaque communauté religieuse avait le sien. Au IXe siècle, dans les monastères, on annonce, lors de l'office de prime, les saints fêtés le lendemain. Progressivement, un martyrologe historique se constitue : aux saints de l'Église universelle s'ajoutent les saints locaux et ceux des régions voisines. Des notices hagiographiques étoffent progressivement la récitation monotone des noms.
Le martyrologe de l'Église catholique romaine est publié au XVIe siècle. Il consigne non seulement les martyrs qui ont donné leur vie pour le Christ mais également les témoins de la foi : confesseurs, vierges, fondateurs d'ordres, etc. Le terme martyr s'entend ici au sens étymologique grec : « témoin de la foi ».

## Ménologes des ordres religieux
Depuis des siècles des Vitae patrum et autres recueils hagiographiques étaient utilisés dans les communautés religieuses d'Occident. Ces textes servaient à la dévotion privée et n’avaient pas de caractère liturgique. À partir du XVIe siècle, des congrégations religieuses commencèrent à constituer des ménologes en vue de commémorer fondateurs, saints et autres personnages importants de leur communauté ; ainsi, dès 1600, la Compagnie de Jésus a son propre ménologe, lu chaque jour à la fin du repas de midi.
Les ménologes communautaires se développant en marge du martyrologe officiel, le pape Urbain VIII interdit, en 1617, de conférer le titre de saint ou de martyr à ceux qui n'ont pas été ainsi distingués par l'Église.
Le ménologe bénédictin de 1655 comprend 44 022 noms. Les chartreux, dominicains, carmes commémorent également le grand nombre de leurs saints et martyrs. Progressivement, de simple liste liturgique, le ménologe est devenu proclamation communautaire des vies édifiantes sous forme de calendrier liturgique. Parmi les ménologes communautaires : 
- Jésuites : Catalogo d'alcuni martiri ed altri uomini più illustri in santità della Compagnia di Gesù, Rome, 1619.
- Carmélites : Menologium carmelitarum de Saraceno, Bologne, 1627.
- Cisterciens : Menologium cisterciense de Henriquez, Anvers, 1630.
- Franciscains : Martyrologium franciscanum d'Arthur du Moustier, Paris, 1638.
- Bénédictins : Menologium benedictinum de Bucelin, Feldkirch, 1655.
- Jésuites : Annus dierum memorabilium Societatis Iesu de Nadasi, Anvers, 1665.

## Les ménologes pour les laïcs
Au XVIIe siècle, des Années liturgiques, des Éphémérides et autres ménologes paraissent en nombre pour nourrir la spiritualité laïque et satisfaire la demande de livres de dévotion. Ces ménologes présentent un saint pour chaque jour, avec une réflexion morale ou spirituelle fondée sur sa Vie ou sa Passion. Parmi les plus connus :
- L'Annus marianus-benedictus des bénédictins pour leurs étudiants de Salzbourg en 1668 ;
- l'Annus dierum memorabilium des jésuites en 1665 ;
- l'Année sainte des visitandines d’Annecy en 1689 ;
- le Menologium marianum des servites en 1768.

## Icône ménologe

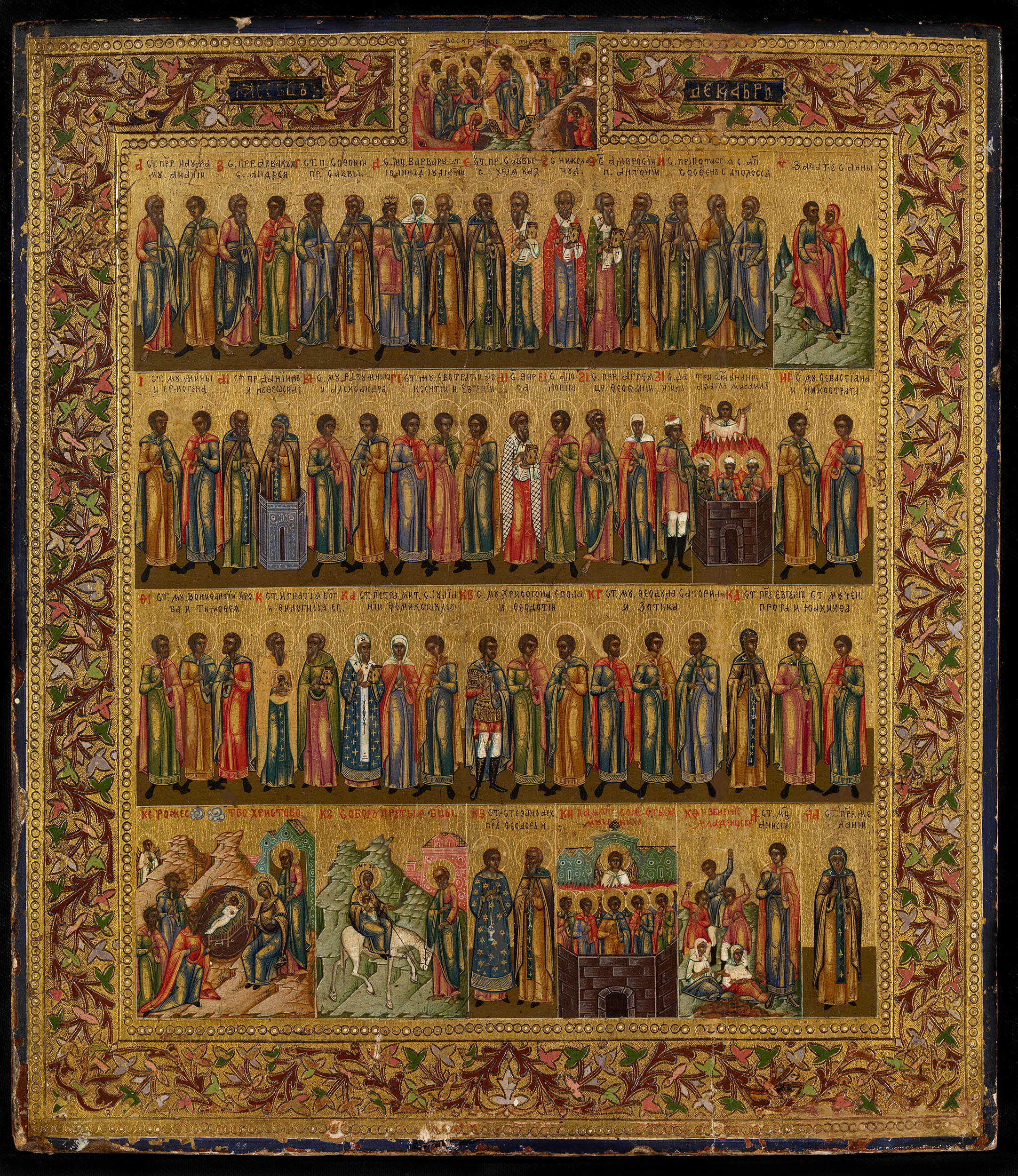
Icône ménologe du mois de décembre

Le terme d'icône ménologe ou Menaion s'applique à des icônes-calendriers représentant tous les saints dont la fête tombe un mois donné. On trouve dans certaines églises douze icônes de ce type ou même une seule grande icône rassemblant tous les saints fêtés au cours de l'année.